# Hermanas de la Dolorosa y de la Santa Cruz
La Congregación de Hermanas de la Dolorosa y de la Santa Cruz (oficialmente en italiano: Congregazione delle suore dell'Addolorata e della Santa Croce) es una congregación religiosa católica femenina de derecho pontificio, fundada por el canónigo italiano Giuseppe Brancaccio, en Torre del Greco, en 1812. A las religiosas de este instituto se les conoce como hermanas de la Dolorosa y posponen a sus nombres las siglas C.S.A.S.C.

## Historia
El canónigo italiano Giuseppe Brancaccio, en 1812, fundó un instituto para recoger niñas pobres de la calle, al cual llamó el «Retiro de la Dolorosa». Para la atención del instituto de las niñas se valió de la entrega de un grupo de mujeres piadosas, que 12 de mayo de 1927 recibieron la aprobación diocesana de parte del arzobispo de Nápoles, Alessio Ascalesi. La Santa Sede aprobó la congregación con el nombre de Hermanas de la Dolorosa y de la Santa Cruz, el 25 de febrero de 1949.

## Organización
La congregación es un instituto de vida religiosa femenino de derecho pontificio y su gobierno es centralizado en la figura de la superiora general. En la actualidad ocupa el cargo la religiosa Dolores Felicia Pastore (2015) y la casa central se encuentra en Roma.
Las hermanas de la Dolorosa se dedican a la educación cristiana de las jóvenes, especialmente de aquellas que se encuentran en particulares dificultades. En 2015 el número de religiosas era 38, distribuidas en 8 comunidades, presentes todas en Italia.